# Uina
Die Uina ist ein rund 14 Kilometer langer rechter Nebenfluss des Inns in der italienischen Provinz Südtirol und im Schweizer Kanton Graubünden. Sie durchfliesst das Val d’Uina, ein Seitental des Unterengadins, und entwässert dabei ein Gebiet von 45 Quadratkilometern. Der Fluss verläuft dabei auf dem Gemeindegebiet von Mals (I) und Scuol (CH).

## Verlauf

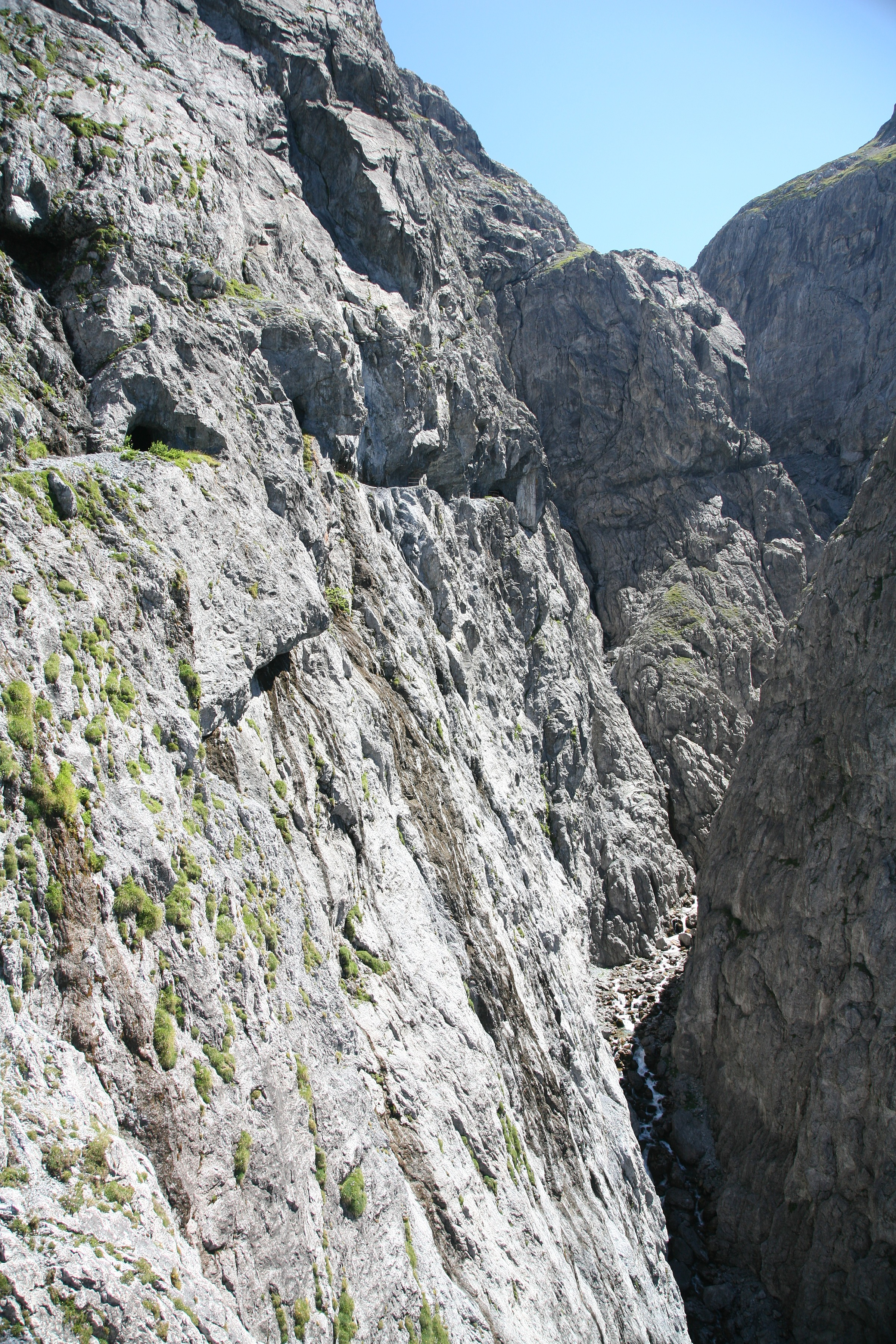
Die Uina in der Quar-Schlucht

Die Uina entspringt einem kleinen Bergsee zwischen Fernerspitz und Schadler unterhalb des Passes Fuorcla Sesvenna in Italien nahe der Grenze zur Schweiz. Sie nimmt hier mehrere Quellbäche auf und überquert beim Schlinigpass schon früh die Staatsgrenze. Der Fluss durchquert nun die Quar-Schlucht, wo er sich tief in den Kalkstein gefressen hat und erreicht schliesslich das Val d’Uina. Er durchfliesst das dicht bewaldete Tal in nordwestlicher Richtung und mündet bei Sur En auf 1114 m ü. M. in den Inn.